# Aglaojoppa lamellata
Aglaojoppa lamellata är en stekelart som beskrevs av Heinrich 1967. Aglaojoppa lamellata ingår i släktet Aglaojoppa och familjen brokparasitsteklar. Utöver nominatformen finns också underarten A. l. klapperichi.